# Фальдер, Мэтью
Мэтью Фалдер (род. 28 октября 1988, Манчестер) — британский серийный сексуальный преступник и шантажист, который принуждал своих жертв в Интернете отправлять унижающие их достоинство изображения или совершать изнасилования и нападения на третьих лиц. Приказы выполнялись жертвами под угрозой отправки их семьям или друзьям порочащей их информации, включая фотографии. Фалдер действовал в даркнете анонимно. Следователи по его делу в дальнейшем заявляли, что он наслаждался публикацией hurtcore-изображений. Национальное агентство по борьбе с преступностью (NCA) описало его как «одного из самых активных и развратных преступников, с которыми они когда-либо сталкивались».
Фалдер признал себя виновным по 137 обвинениям против 48 жертв, совершенных в период с 2009 по 2017 годы. В феврале 2018 года его приговорили к 32 годам лишения свободы с возможным продлением на 6 лет. Позже Апелляционный суд сократил срок заключения до 25 лет с возможным продлением на 8 лет.

## Биография
Фалдер родился в обеспеченной семье; хорошо учился в Королевской школе в Маклсфилде в графстве Чешир. После школы поступил в Клэр-колледж Кембриджского университета, где получил степени магистра и доктора в области сейсмической океанографии. На момент ареста работал научным сотрудником и преподавателем геофизики в университете Бирмингема.
Онлайн-активность Фалдера была обнаружена в 2013 году во время расследования деятельности сайта Hurt2theCore, где сотни пользователей принимали активное участие в обмене материалами, содержавшими насилие. В апреле 2015 года NCA выяснило, что кто-то размещает hurtcore-материалы под никнеймами «666devil», «Inthegarden» и «evilmind». Как оказалось в дальнейшем, это был Фалдер. Он был активным участником форума сайта, где обсуждались такие темы, как «Производство детского порно для чайников», «Звезда детского порно», «Трое мужчин и ребёнок», «Зарезанные сучки», «Связанные молодые люди», «Плачущее изнасилование» и тема самого Фалдера «Нужны идеи для шантажирования девушки». Здесь же Фалдер размещал изображения и видеозаписи, с помощью которых ему удавалось шантажировать своих жертв.
Сотрудники NCA арестовали Фалдера на рабочем месте 21 июня 2017 года. Когда при задержании ему зачитывали список обвинений, он пошутил, что это «адский послужной список». Потребовалось более 30 минут, чтобы зачитать список обвинения в Королевском суде в Бирмингеме. Первоначально обвиненный в 188 преступлениях, Фалдер не признал себя виновным в 51 из них, и суд с этим согласился.
Прокурор сообщил, что Фалдер жил двойной жизнью, считался респектабельным учёным Кембриджского и Бирмингемского университетов. В ходе процесса Кембриджский университет заявил, что «активно ищет» способ лишить Фалдера научных званий.